# Abo et Arbok
Pour les articles homonymes, voir Abo.
Abo (アーボ, Arbo, dans les versions originales en japonais) et son évolution, Arbok (アーボック, Arbok), sont deux espèces de Pokémon de première génération.
Issus de la célèbre franchise de médias créée par Satoshi Tajiri, ils apparaissent dans une collection de jeux vidéo et de cartes, dans une série d'animation, plusieurs films, et d'autres produits dérivés, ils sont imaginés par l'équipe de Game Freak et dessinés par Ken Sugimori. Leur première apparition a lieu au Japon en 1996, dans le jeu vidéo Pokémon Rouge exclusivement. Ces deux Pokémon sont tous du type poison et occupent respectivement les 23e et 24e emplacements du Pokédex, l'encyclopédie fictive recensant les différentes espèces de Pokémon.

## Création

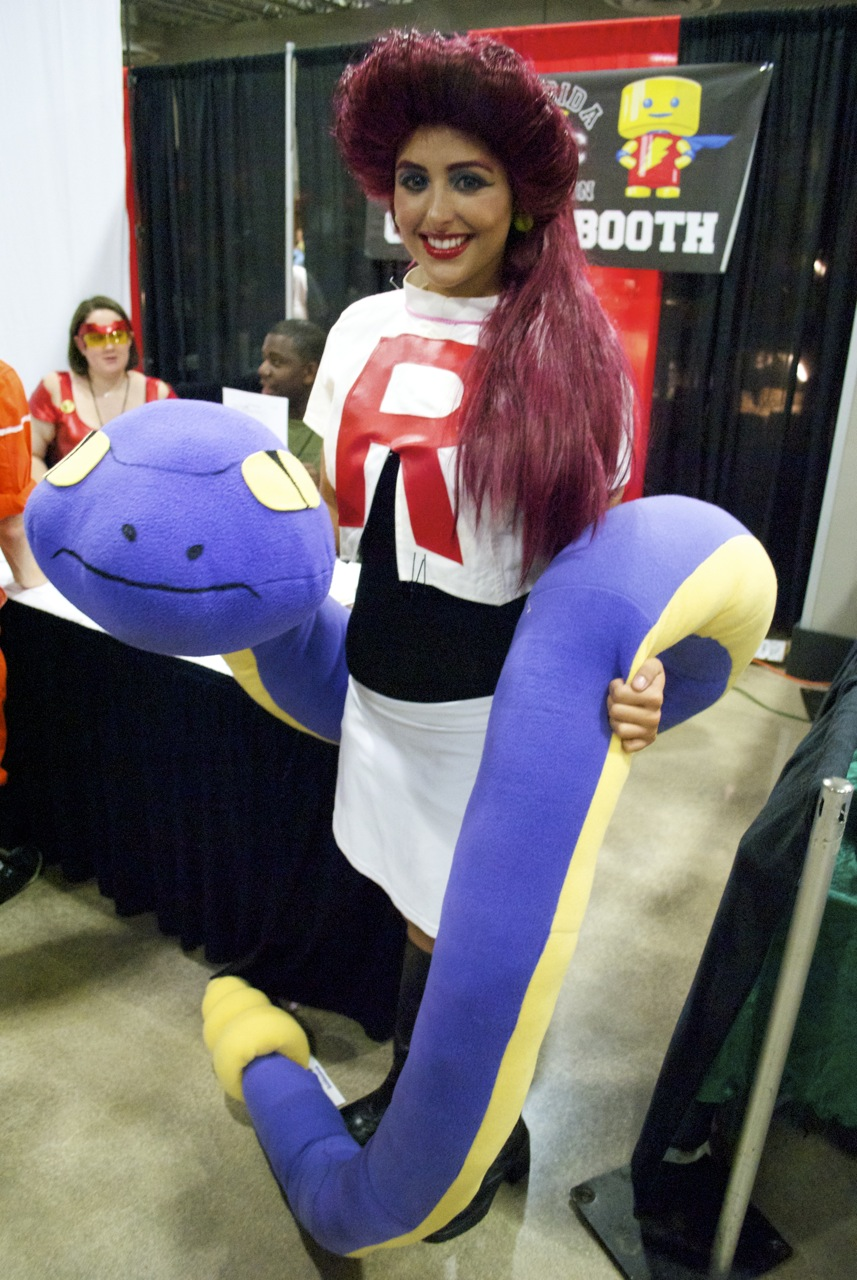
Cosplay de Jessie avec une peluche d'Abo à la Florida Supercon 2011, en Floride.

Propriété de Nintendo, la franchise Pokémon est apparue au Japon en 1996 avec les jeux vidéo Pocket Monsters Vert et Pocket Monsters Rouge. Son concept de base est la capture et l'entraînement de créatures appelées Pokémon, afin de leur faire affronter ceux d'autres dresseurs de Pokémon. Chaque Pokémon possède un ou deux types – tels que l'eau, le feu ou la plante – qui déterminent ses faiblesses et ses résistances au combat. En s'entraînant, ils apprennent de nouvelles attaques et peuvent évoluer en un autre Pokémon.

### Conception graphique
La conception d'Abo et d'Arbok est le fait, comme pour la plupart des Pokémon, de l'équipe chargée du développement des personnages au sein du studio Game Freak. Leur apparence est finalisée par Ken Sugimori pour la première génération des jeux Pokémon, Pokémon Rouge et Pokémon Vert, sortis à l'extérieur du Japon sous les titres de Pokémon Rouge et Pokémon Bleu,.

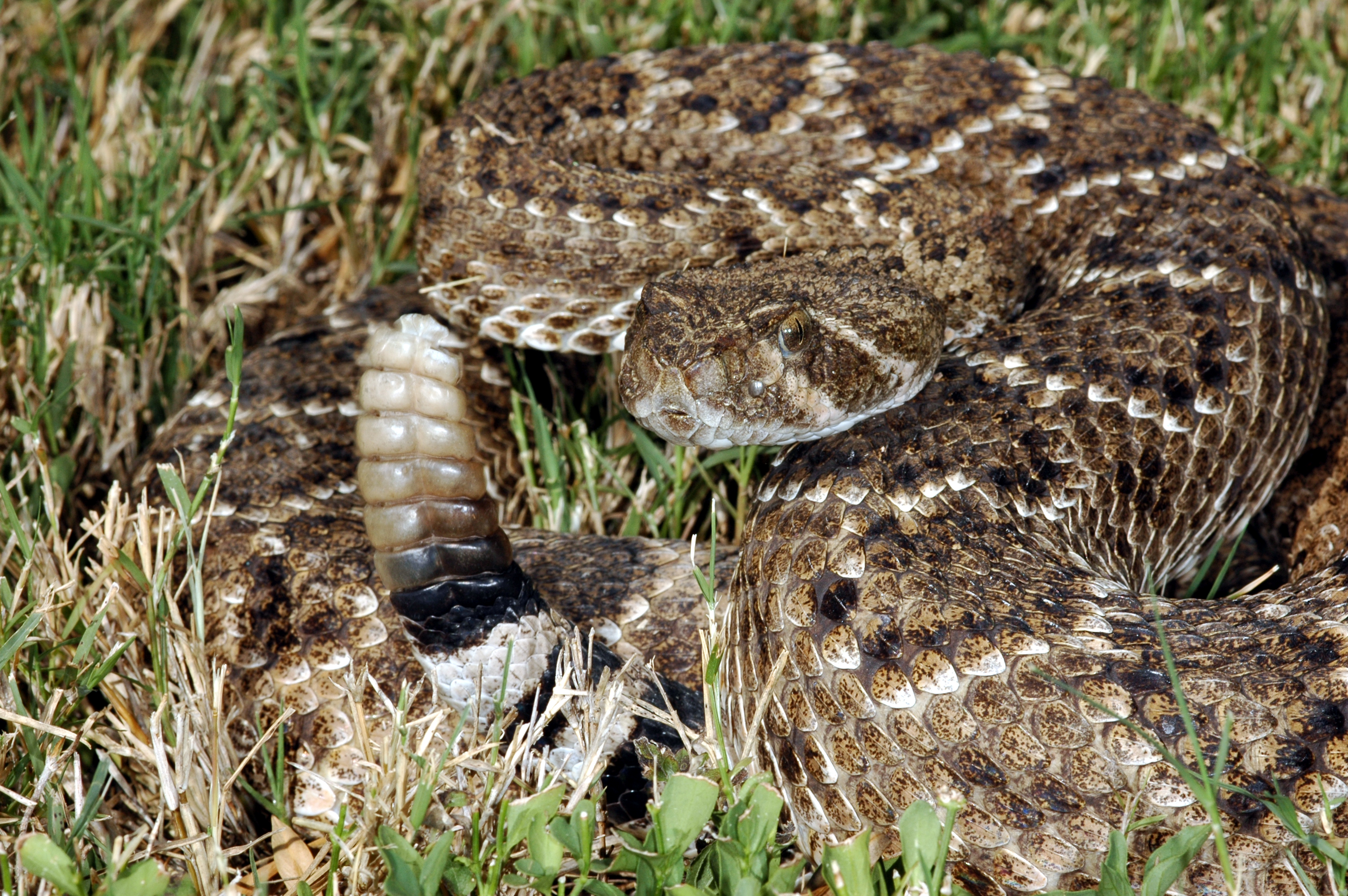
Le serpent à sonnette a pu inspirer Abo.

Nintendo et Game Freak n'ont pas évoqué les sources d'inspiration de ces Pokémon. Néanmoins, certains fans avancent qu'Abo semble inspiré du serpent à sonnette ou du boa et Arbok du cobra.

### Étymologie
Abo et Arbok sont initialement nommés Arbo (アーボ, Ābo) et Arbok (アーボック, Ābokku) en japonais. Ces noms sont ensuite adaptés dans trois langues lors de la parution des jeux en Occident : anglais, français et allemand ; le nom anglais est utilisé dans les autres traductions du jeu.
Nintendo choisit de donner aux Pokémon des noms « astucieux et descriptifs », liés à l'apparence ou aux pouvoirs des créatures, lors de la traduction des jeux ; il s'agit d'un moyen de rendre les personnages plus compréhensibles pour les enfants, notamment américains. Arbo devient « Ekans » en anglais, « Rettan » en allemand et « Abo » en français, et Arbok garde le même nom dans ces trois mêmes langues. Pour les noms anglais et allemand d'Abo, il s'agit de l'anacyclique du mot « serpent » dans leur langue respective « snake » et « Natter » tandis que son nom français est une anagramme de « boa ». Pour Arbok, il s'agit de l'anacyclique de « cobra », avec un « k » à la place du « c »,.
À l'origine, Ekans devait s'appeler « Arbo », mais Nintendo craignait un risque de confusion avec son évolution Arbok.

## Description
Ces deux Pokémon sont l'évolution l'un de l'autre : Abo évolue en Arbok. Dans les jeux vidéo, cette évolution survient en atteignant le niveau 22,.
Comme pratiquement tous les Pokémon, ils ne peuvent pas parler : lors de leurs apparitions dans les jeux vidéo tout comme dans la série d'animation, ils sont seulement capables de communiquer verbalement en répétant les syllabes de leur nom d'espèce en utilisant différents accents, différentes tonalités, et en rajoutant du langage corporel.

### Abo
Le Pokédex, une encyclopédie fictive, indique que les Abo sont des serpents à sonnette violets. Friand d'œufs et d'oiseaux, il attaquerait régulièrement les nids de Roucool et de Piafabec dans les hautes herbes pour se nourrir de leurs œufs. Sa mâchoire peut se désarticuler afin d'avaler de larges proies; il devient alors trop gros pour bouger. Son corps grandit d'année en années. Il est possible de déterminer son âge grâce à la longueur de son corps.

### Arbok
Arbok est un cobra violet ; il possède des motifs noirs, rouges et jaunes en dessous de sa tête. Le Pokédex, une encyclopédie fictive sur les Pokémon, indique que les motifs peints sur son corps peuvent prendre 6 couleurs différentes selon l'environnement où Arbok est situé et hypnotiser l'adversaire. Arbok est très féroce, on ne peut s'échapper de son étreinte ; il gonfle sa poitrine et émet d'étranges sons avec sa bouche ce qui lui permet de faire fuir ses adversaires.

## Apparitions

### Jeux vidéo
Abo et Arbok apparaissent dans la série de jeux vidéo Pokémon. D'abord en japonais, puis traduits en plusieurs autres langues, ces jeux ont été vendus à plus de 200 millions d'exemplaires à travers le monde. Ils font leur première apparition le 27 février 1996, dans les jeux japonais Pocket Monsters Aka (ポケットモンスター 赤, Poketto Monsutā Aka, Pocket Monsters Rouge) et Pocket Monsters Midori (ポケットモンスター 緑, Poketto Monsutā Midori, Pocket Monsters Vert) (remplacé dans les autres pays par la version Bleue). Néanmoins, ils sont exclusifs à la version rouge. Depuis la première édition de ces jeux, Abo et Arbok sont réapparus dans les versions or, argent, cristal, rouge feu, diamant, perle et platine.
Il est possible d'avoir un œuf d'Abo en faisant se reproduire deux Pokémon dont au moins un Abo ou un Arbok femelle. Cet œuf éclot après 5 120 pas, et un Abo de niveau 5 en sort. Abo et Arbok appartiennent aux groupes d'œuf champ et dragon et ont les capacités « Intimidation », « Mue » et « Tension ».
Abo fait une apparition dans le jeu Pokémon Stadium en faisant partie du mini-jeu « Abo arceaux », où il faut, comme dans les jeux de foire, placer un cerceau en forme d'Abo sur des Taupiqueur. Il fait également partie de l'équipe de vilain dans Pokémon Donjon Mystère : Équipe de secours rouge et bleue avec Ectoplasma et Charmina. Abo est l'un des quatorze Pokémon dont la fiche est disponible en six langues dans le Pokédex de Pokémon Diamant et Perle,.

### Série télévisée et films
La série télévisée Pokémon et les films qui en sont issus narrent les aventures d'un jeune dresseur de Pokémon du nom de Sacha, qui voyage à travers le monde pour affronter d'autres dresseurs ; l'intrigue est souvent distincte de celle des jeux vidéo. Abo apparaît pour la première fois au deuxième épisode, il s'agit du Pokémon de Jessie, de la Team Rocket, en compagnie du Smogo de James. Le Pokémon est utilisé par sa dresseuse jusqu'à l'épisode 31, Barrage contre Pokémon ! où celui-ci évolue, tout comme Smogo. La dresseuse le libère à l'épisode Le Voleur volé. Durant la sixième saison, un voleur de Pokémon met en cage des Abo et des Smogo, Jessie et James, ayant les mêmes Pokémon, partent sauver ces Pokémon. Cependant, en étant impuissant face au Tyranocif du voleur, les dresseurs de la Team Rocket incitent leurs Pokémon et les Pokémon sauvages à s'enfuir.
Sous les ordres de Jessie, il utilisera très souvent son attaque Dard-Venin envers Sacha et ses amis. Pourtant lors d'un épisode où les Pokémon de la Team Rocket se retrouvent seuls entre eux, Arbok et Smogogo se révèlent gentils et ne disent faire du mal aux autres que sous les ordres de leur dresseur à qui ils sont loyaux malgré tout.